# Charles Henry Fromuth
Charles Fromuth est un peintre américain né en 1861 à Philadelphie et mort en 1937 à Concarneau.

## Biographie

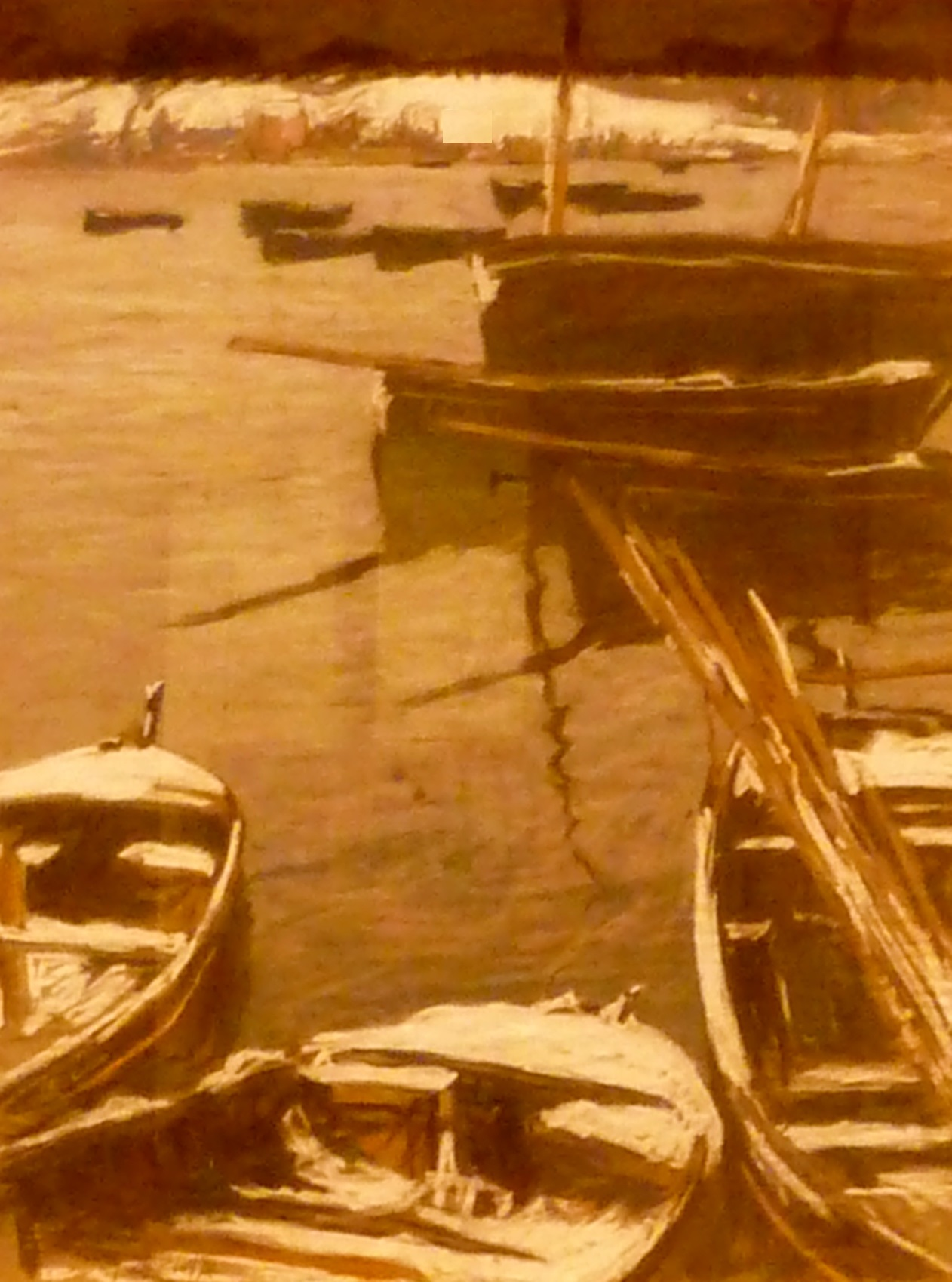
Un Décor de neige, bateaux désarmés (1897), musée des beaux-arts de Quimper.

Fils d'immigrants germanophones, il grandit dans un quartier ouvrier de Philadelphie et il exerce son penchant naturel pour le dessin en travaillant dans un atelier de lithographie commerciale.
Élève  à la Pennsylvania Academy of the Fine Arts à partir de 1877, il devient l’assistant de Thomas Eakins, un professeur iconoclaste qui encourageait l’expression individuelle de ses élèves.
Son travail dans le design textile lui permet de financer son voyage à Paris en 1889 pour poursuivre ses études. Il est déçu par l'enseignement à l'Académie Julian, où il étudie auprès de William Bouguereau (1825-1905), mais il est profondément inspiré par les riches tonalités et le pinceau dramatique de certains des maîtres anciens, notamment Rembrandt (1606-1669), qu'il a vu dans les musées.
Il cherche un endroit peu coûteux en dehors de la métropole et vient pour la première fois à Concarneau et à Pont-Aven en 1890. Concarneau port sardinier, est déjà une ville internationale où se regroupent un grand nombre d’artistes. Il s'installe à Concarneau, prenant pension à l'Hôtel de France. 
Lors de l'exposition universelle de 1900, il découvre l'art japonais et en particulier Hokusai. Il expose régulièrement en Europe, obtenant divers prix et médailles et est respecté par ses contemporains, artistes européens et américains comme un maître du dessin au pastel. Son exposition itinérante en Amérique en 1910 est cependant un échec commercial et il expose peu par la suite.
Après cette date, il n'expose plus et mène une vie d'ermite entièrement consacrée à ses pastels et ses fusains représentant des barques fuyant sous voile.
Ses amis et acheteurs sont les peintres et les artistes, tel Rodin en 1901 qui fit spécialement le déplacement en compagnie de Frits Thaulow.

## Œuvre
Le port animé de Concarneau est devenu son sujet permanent. En se concentrant sur les bateaux à sardines, les eaux ondulantes et les effets changeants de la lumière du soleil et des nuages, il travaille à l'huile, au fusain et au pastel. 
Lorsqu’il commença à soumettre ses œuvres à des expositions avec jury à Paris, à partir de 1890, les dessins de Fromuth furent acceptés tandis que ses peintures furent rejetées, et après 1895 il abandonna complètement la peinture à l’huile.
Toute son œuvre est consacrée à l'animation des bateaux dans le port de Concarneau principalement. « Le mouvement est l'idée maîtresse de mon œuvre » a-t-il écrit. Ses dessins du port ont des horizons élevés et les compositions plates et asymétriques des estampes japonaises. Il s’'inspire également du sens du dessin de James Abbott McNeill Whistler, utilisant souvent des angles de vue aigus et recadrant ses compositions pour produire des motifs complexes et des motifs rythmiques saisissants.
Les traits tranchants, les couleurs non modulées et l'exécution sur le motif sont caractéristiques de l'impressionnisme, largement accepté parmi les artistes européens et américains à partir des années 1890.
- Brume Matinale, Hiver, Concarneau, 1892, Huile sur toile, 46 × 62 cm, Terra Foundation, Washinton[6]
- Concarneau, 1893, huile sur toile, 52 × 79 cm, Collection privée[5]
- Coucher de soleil et reflets avec port, Concarneau, 1896, Pastel, 46 × 33 cm, Pennsylvania Academy of the Fine Arts[7]
- A Dock Harmony - Bateaux de pêche, 1897, pastel sur papier vélin brun foncé, 61 × 46 cm, Washington, National Gallery of Art[8]
- Marine avec bateaux au clair de lune, 1897, pastel sur carton, 45 × 59 cm, musée des beaux-arts de Quimper[9]
- Un Décor de neige, bateaux désarmés, 1897, pastel sur papier marouflé sur carton, 59 × 45 cm, musée des beaux-arts de Quimper[9]
- Concarneau, vers 1900, Pastel sur papier, 60 × 45 cm, Collec tion privée[4]
- La Tempête, 1908, fusain sur papier, 33 × 46 cmWashington, National Gallery of Art[10]
- Barque la nuit, vers 1918, 31 × 44 cm, musée des beaux-arts de Quimper[9]
- Marine et bateaux, Concarneau, 1925-1929, 67 × 73 cm, musée des beaux-arts de Quimper[9]
- Barques dans le port de Concarneau, 1930, pastel sur papier, 44 × 40 cm, musée des beaux-arts de Quimper[9]

## Postérité
Il savait qu’un jour ses œuvres auraient de la valeur. Il a alors tout légué à la famille de son frère. L’intérêt du public renaît vers les années 1980.
Le Musée des beaux-arts de Pont-Aven lui a consacré une exposition en 1989.
Œuvres sur le marché de l'art : Site Artnet